# والریا سولوویوا
 والریا سولوویوا (روسی: Валерия Александровна Соловьёва؛ زادهٔ ۳ نوامبر ۱۹۹۲) یک تنیس‌باز اهل روسیه است.